# El Riot and The Rebels
El Riot and The Rebels is een Brits bandje uit de beginjaren 60 van de 20e eeuw, afkomstig uit Birmingham.
El Riot and The Rebels ontstond uit drie andere bandjes uit de omgeving van die stad: The Ramblers, The Saints en The Sinners. De band heeft nooit een echte single of album opgenomen, maar kwam niet verder dan twee demo's. Wel werd de groep ooit uitgeroepen tot Birmingham's no 1. Die prijs leverde echter geen langdurig succes op. In 1963 ging de groep uit elkaar.

## Musici
- Ray Thomas - zang en mondharmonica
- Mickey Herd - slaggitaar
- Brian Betteridge - leadgitaar
- John Lodge - zang en basgitaar
- Mike Pinder - zang en toetsen
- Bobby Shure - drums

Na het uiteenvallen begonnen Thomas en Pinder aan The Krew Cats, die nog enige tijd in Duitsland toerden, onder meer in het voorprogramma van The Beatles. Hierna legden zij de basis voor The Moody Blues. Lodge ging aanvankelijk verder studeren en werd amateurmuzikant in allerlei bandjes zoals The Carpetbaggers en The John Bull Band voor hij eind 1966 alsnog voor een muzikale loopbaan koos en bij de Moody Blues opvolger werd van Rod Clark. 

## Bron
- Uitgave van soloalbum van John Lodge: Natural Avenue.